# Craspedosis extincta
Craspedosis extincta är en fjärilsart som beskrevs av W. Warren 1907. Craspedosis extincta ingår i släktet Craspedosis och familjen mätare. Inga underarter finns listade i Catalogue of Life.